# شتاب‌نگار
شتاب‌نگار (به انگلیسی: Accelerograph) به لرزه‌نگارهایی که برای تعیین حرکات شدید زمین به کار می‌روند یا به بیانی ساده‌تر شتاب‌سنج‌های زمین‌لرزه اطلاق می‌گردد. اغلب آن‌ها به صورت جعبه‌ای مستقل که بی‌نیاز از لوازم جانبی است، طراحی می‌شوند و امروزه مستقیماً به اینترنت وصل می‌شوند.
شتاب‌نگارها به‌ویژه در مواقعی به کار می‌آیند که حرکات زمین در منطقهٔ زلزله‌زده به قدری شدید است که ثبت آن‌ها با لرزه‌سنج‌های حساس‌تر ممکن نیست.